# Chantecler
Chantecler ist eine Komödie, die Edmond Rostand 1910 schrieb.
Nach einer längeren Pause schrieb der schon damals durch Cyrano de Bergerac bekannte Theaterschriftsteller 1910 die Tierfabel Chantecler.

## Inhalt
Chantecler ist in der altfranzösischen Tierfabel der Hahn, und das Thema des Stückes ist im Wesentlichen der Glaube des Hahns an seine Macht, den Tag herbeizuführen; keinem will er glauben, dass die Sonne auch ohne seinen Weckruf aufgehen könnte, aber zu seinem Schmerz wird er eines Besseren belehrt.

## Reaktionen auf das Stück
Das Werk enttäuschte die allzu hoch gespannten Erwartungen, auch war wohl bereits die neuromanische Verskomödie wieder aus der Mode gekommen; jedoch haben Aufführungen in jüngster Zeit erwiesen, dass das Stück seinen eigenen Zauber besitzt und über die Entstehungszeit hinaus bewahrt hat.